# Zunyi
Zunyi (en chino, 遵义; pinyin, Zūnyì) es una ciudad-prefectura en la provincia de Guizhou, República Popular China. Situada aproximadamente a 120 kilómetros de la capital provincial. Limita al norte con la municipalidad de Chongqing, al sur con Guiyang, al oeste con Bijie y al este con Tongren. Su área es la más grande de la provincia con sus 30 762 km² y su población total es de 7,43 millones.

## Administración
La ciudad prefecturade de Zunyi se divide en 1 distrito, 2 ciudades, 8 condados y 2 condados autónomos:
- Distrito Honghuagang 红花岗区
- Distrito Huichuan 汇川区
- Ciudad Chishui 赤水市
- Ciudad Renhuai 仁怀市
- Condado Zunyi 遵义县
- Condado Tongzi 桐梓县
- Condado Suiyang  绥阳县
- Condado Zheng'an  正安县
- Condado Fenggang  凤冈县
- Condado Meitan  湄潭县
- Condado Yuqing  余庆县
- Condado Xishui 习水县
- Condado autónomo Daozhen gelaozú miaozú 道真仡佬族苗族自治县
- Condado autónomo Wuchuān gelaozú miaozú 务川仡佬族苗族自治县

## Historia
Zunyi es conocida por ser el lugar donde Mao Zedong fue elegido por primera vez a la dirección del Partido Comunista de China durante la Larga Marcha. Después de esta famosa "Reunión de Zunyi", Mao Zedong y otros líderes de dos formaron un grupo para controlar el procedimiento de la Larga Marcha. Turistas chinos vinieron a tomar fotografías en la sala de reuniones donde esta histórica elección tuvo lugar (en la Conferencia de Zunyi). Esta sala de reunión histórica perteneció a un señor de la guerra local y después de haber sido ocupada por el Ejército Rojo fue sede temporal.

## Geografía
Zunyi está situada en el norte de la provincia de Guizhou, en las orillas del Río Xiang. La elevación media de la ciudad es de aproximadamente 900 metros en una meseta. 

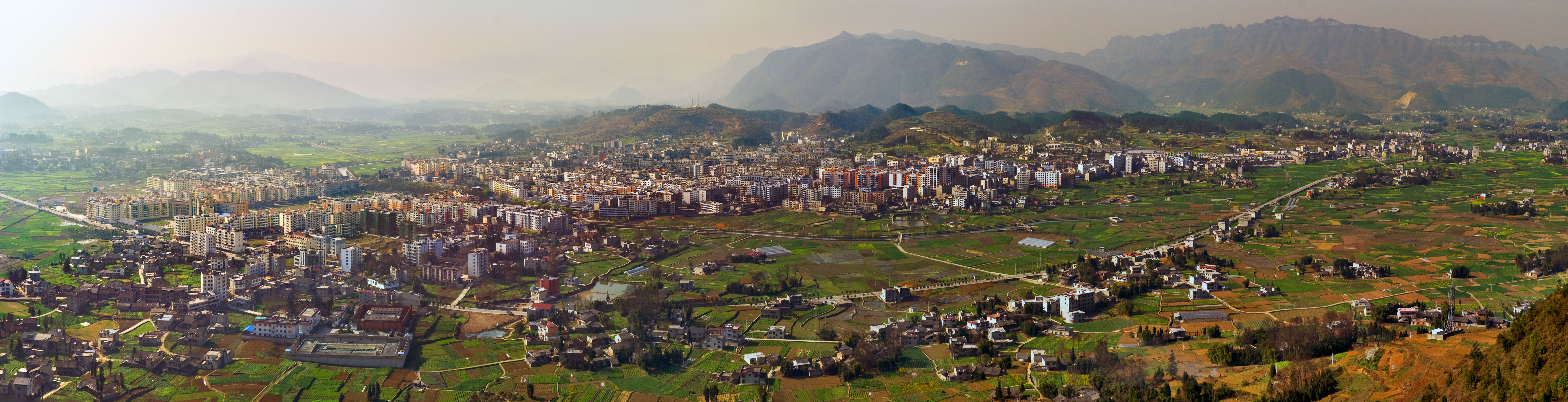
Vista panorámica de la ciudad.

## Clima
Zunyi se encuentra en el norte de Guizhou a una altitud de 865 m s. n. m., está situada en la zona de transición de la meseta Yunnan-Guizhou , la cuenca de Sichuan  y las montañas de Hunan.
Zunyi tiene un clima subtropical húmedo de cuatro estaciones, con influencia de los monzones, ligeramente modificados por la elevación. Tiene inviernos bastante suaves y veranos calurosos y húmedos; cerca del 60% de los 1,070 mm del año de lluvia cae de mayo a agosto. La temperatura promedio mensual de 24 horas varía de 4.5 °C en enero a 25.1 °C en julio, mientras que la media anual es de 15.32 °C. La lluvia es común durante todo el año, con 182 días de precipitación anual, aunque en realidad no se acumula mucho en invierno, la época más nublada del año; El verano, por el contrario, es el más soleado con un porcentaje mensual de luz solar posible que oscila entre alrededor del 9% en enero y febrero y el 45% en agosto, la ciudad recibe solo 1051 horas de luz solar al año; solo unas pocas localidades en la vecina Sichuan reciben menos sol en promedio.
| Parámetros climáticos promedio de Zunyi (1971-2000) | Parámetros climáticos promedio de Zunyi (1971-2000) | Parámetros climáticos promedio de Zunyi (1971-2000) | Parámetros climáticos promedio de Zunyi (1971-2000) | Parámetros climáticos promedio de Zunyi (1971-2000) | Parámetros climáticos promedio de Zunyi (1971-2000) | Parámetros climáticos promedio de Zunyi (1971-2000) | Parámetros climáticos promedio de Zunyi (1971-2000) | Parámetros climáticos promedio de Zunyi (1971-2000) | Parámetros climáticos promedio de Zunyi (1971-2000) | Parámetros climáticos promedio de Zunyi (1971-2000) | Parámetros climáticos promedio de Zunyi (1971-2000) | Parámetros climáticos promedio de Zunyi (1971-2000) | Parámetros climáticos promedio de Zunyi (1971-2000) |
| Mes                                                 | Ene.                                                | Feb.                                                | Mar.                                                | Abr.                                                | May.                                                | Jun.                                                | Jul.                                                | Ago.                                                | Sep.                                                | Oct.                                                | Nov.                                                | Dic.                                                | Anual                                               |
| --------------------------------------------------- | --------------------------------------------------- | --------------------------------------------------- | --------------------------------------------------- | --------------------------------------------------- | --------------------------------------------------- | --------------------------------------------------- | --------------------------------------------------- | --------------------------------------------------- | --------------------------------------------------- | --------------------------------------------------- | --------------------------------------------------- | --------------------------------------------------- | --------------------------------------------------- |
| Temp. máx. media (°C)                               | 7.6                                                 | 9.4                                                 | 14.6                                                | 20.7                                                | 24.5                                                | 27.2                                                | 30.1                                                | 30.0                                                | 25.8                                                | 20.4                                                | 15.1                                                | 10.2                                                | 19.6                                                |
| Temp. mín. media (°C)                               | 2.6                                                 | 3.9                                                 | 7.5                                                 | 12.5                                                | 16.3                                                | 19.4                                                | 21.4                                                | 20.8                                                | 17.8                                                | 13.4                                                | 8.9                                                 | 4.3                                                 | 12.4                                                |
| Precipitación total (mm)                            | 26.0                                                | 21.1                                                | 36.8                                                | 87.3                                                | 152.7                                               | 199.4                                               | 153.4                                               | 137.3                                               | 100.6                                               | 94.3                                                | 44.5                                                | 21.0                                                | 1074.4                                              |
| Días de precipitaciones (≥ 1 mm)                    | 16.1                                                | 14.5                                                | 16.7                                                | 17.8                                                | 18.3                                                | 17.1                                                | 13.4                                                | 13.0                                                | 13.9                                                | 16.0                                                | 13.6                                                | 11.9                                                | 182.3                                               |
| Horas de sol                                        | 27.8                                                | 29.4                                                | 55.1                                                | 90.0                                                | 102.5                                               | 103.3                                               | 171.2                                               | 182.3                                               | 113.6                                               | 77.8                                                | 54.6                                                | 43.3                                                | 1050.9                                              |
| Humedad relativa (%)                                | 83                                                  | 81                                                  | 80                                                  | 79                                                  | 78                                                  | 79                                                  | 77                                                  | 77                                                  | 79                                                  | 82                                                  | 81                                                  | 80                                                  | 79.7                                                |
| Fuente: China Meteorological Administration         |                                                     |                                                     |                                                     |                                                     |                                                     |                                                     |                                                     |                                                     |                                                     |                                                     |                                                     |                                                     |                                                     |

## Economía
Zúnyi es el centro económico y comercial de la provincia de Guizhou del Norte. El PIB de la ciudad representa una cuarta parte de toda la provincia.